# Bocce ai XVIII Giochi del Mediterraneo
I tornei di bocce ai XVIII Giochi del Mediterraneo si sono svolti dal 28 al 30 giugno 2018 al Velódromo de Campclar di Tarragona.
Si è gareggiato in cinque categorie diverse, quattro delle quali sia maschili sia femminili, suddivise nelle tre discipline previste dal programma: pétanque, volo e raffa (solo maschile).

## Calendario
Il calendario delle gare è stato il seguente:
| ● | Competizioni | ● | Finali |

| Giugno/Luglio |    |    |    |    |    |    |    |    |    |
| 22            | 23 | 24 | 25 | 26 | 27 | 28 | 29 | 30 | 1º |
|               |    |    |    |    |    | ●  | 4  | 5  |    |

## Risultati

### Uomini
| Evento                        | Oro                                       | Argento                             | Bronzo                                        |
| Pétanque                      |                                           |                                     |                                               |
| Doppio (dettagli)             | Francia Damien Hureau Bruno Le Boursicaud | Italia Diego Rizzi Alessio Cocciolo | Tunisia Mohamed Khaled Bougriba Majdi Hammami |
| Tiro di precisione (dettagli) | Diego Rizzi                               | Bruno Le Boursicaud                 | Abdessamad El Mankari                         |
| Volo                          |                                           |                                     |                                               |
| Tiro progressivo (dettagli)   | Aleš Borčnik                              | Stefano Pegoraro                    | Frédéric Jocelyn Hubert Marsens               |
| Tiro di precisione (dettagli) | Pero Ćubela                               | Jure Kozjek                         | Simone Mana                                   |
| Raffa                         |                                           |                                     |                                               |
| Singolare (dettagli)          | Enrico Dall'Olmo                          | Alfonso Nanni                       | Stefan Farrugia                               |

### Donne
| Evento                        | Oro                           | Argento                                       | Bronzo                                   |
| Pétanque                      |                               |                                               |                                          |
| Doppio (dettagli)             | Tunisia Asma Belli Mouna Béji | Francia Angélique Colombet Ludivine D'Isidoro | Spagna María José Muñoz María José Pérez |
| Tiro di precisione (dettagli) | Mouna Béji                    | Gülçin Çelik                                  | Asma Belli                               |
| Volo                          |                               |                                               |                                          |
| Tiro progressivo (dettagli)   | İnci Ece Öztürk               | Barbara Barthet                               | Serena Traversa                          |
| Tiro di precisione (dettagli) | Nives Jelovica                | Sésilia Mailehako                             | Caterina Venturini                       |

## Medagliere
| Posizione | Paese      | Oro | Argento | Bronzo | Totale |
| --------- | ---------- | --- | ------- | ------ | ------ |
| 1         | Tunisia    | 2   | 0       | 2      | 4      |
| 2         | Croazia    | 2   | 0       | 0      | 2      |
| 3         | Francia    | 1   | 4       | 1      | 6      |
| 4         | Italia     | 1   | 3       | 3      | 7      |
| 5         | Slovenia   | 1   | 1       | 0      | 2      |
| 5         | Turchia    | 1   | 1       | 0      | 2      |
| 7         | San Marino | 1   | 0       | 0      | 1      |
| 8         | Malta      | 0   | 0       | 1      | 1      |
| 8         | Marocco    | 0   | 0       | 1      | 1      |
| 8         | Spagna     | 0   | 0       | 1      | 1      |
| Totale    | Totale     | 9   | 9       | 9      | 27     |